# دالة فون مانغولدت
في الرياضيات، دالة فون مانغولدت  هي دالة حسابية سميت هكذا نسبة لعالم الرياضيات الألماني هانس فون مانغولدت.

## تعريف
دالة فون مانغولدت والتي عادة ما يرمز إليها ب (Λ(n تعرف كما يلي:
{\displaystyle \Lambda (n)={\begin{cases}\log p&{\mbox{if }}n=p^{k}{\mbox{ for some prime }}p{\mbox{ and integer }}k\geq 1,\\0&{\mbox{otherwise.}}\end{cases}}}